# Kevin Ingermann
Kevin Ingermann (* 6. Juli 1993 in Tartu) ist ein estnischer ehemalöger Fußballspieler deutsch-baltischer Herkunft. Der Verteidiger spielte in seiner Juniorenzeit auch international.

## Karriere

### Verein
Kevin Ingermann begann seine Karriere in Tartu beim SK 10-Premium. Ab dem Jahr 2008 spielte er in der Jugend des JK Tammeka Tartu. Von 2009 an beim FC Levadia Tallinn unter Vertrag stehend kam er für deren zweite Mannschaft in der Esiliiga zu seinem Debüt für den Hauptstadtverein. Sein Debüt in der Spielzeit 2009 gab er gegen die Zweite Mannschaft des Lokalrivalen Flora Tallinn, nachdem er in der zweiten Halbzeit für Aleksei Gretško eingewechselt wurde. Ingermann wurde in dieser Zeit seinem Alter gerecht zumeist in der U-17 Eliteliga eingesetzt. Ab 2010 war der Defensivspieler dann fester Bestandteil der Reservemannschaft von Levadia und wurde erstmals für die erste Mannschaft berufen, blieb dort jedoch ohne Einsatz. Erstmals in der Saison 2012 wurde er in der Meistriliiga-Mannschaft eingesetzt. Sein Debüt in der höchsten estnischen Spielklasse der Meistriliiga gab er gegen den FC Kuressaare, nachdem er für Igor Morozov in das Spiel kam. In der zweiten Saisonhälfte 2013 wurde er an den Ligakonkurrenten JK Tallinna Kalev verliehen.

### Nationalmannschaft
Kevin Ingermann kam im Jahr 2008 erstmals zu Einsätzen für sein Heimatland. Mit der U-16 spielte er je zweimal gegen Polen sowie einmal gegen Deutschland. Ein Jahr später spielte Ingermann in der U-17 und im Jahr 2010 in der U-18 Auswahl. Neben diesem einen Spiel für die Junioren der U-18 kam er zuvor bereits zu seinem Debüt für die U-19 gegen Portugal. Mit dieser Altersklasse nahm er am Baltic Cup 2011 teil sowie 2012 an der U-19 Europameisterschaft in seinem Heimatland. In den Gruppenspielen gegen Portugal, Griechenland und Spanien kam er über die Gesamte Spieldauer zum Einsatz, konnte das Ausscheiden aus dem Turnier allerdings nicht vermeiden. Im Januar 2013 debütierte Ingermann in Estlands U-21 gegen Tadschikistan.